# Kreis Martonvásár
Der Kreis Martonvásár (ungarisch Martonvásári járás) ist ein Kreis im Osten des mittelungarischen Komitats Fejér. Er grenzt im Osten an das Komitat Pest und intern an die Kreise Bicske, Gárdony und Dunaújváros.

## Geschichte
Der Kreis entstand im Zuge der ungarischen Verwaltungsreform Anfang 2013 als Nachfolger des Kleingebiets Ercsi (ungarisch Ercsi kistérség) mit allen 7 Gemeinden, ergänzt um eine Gemeinde aus dem Kleingebiet Bicske.

## Gemeindeübersicht
Der Kreis Martonvásár hat eine durchschnittliche Gemeindegröße von 3.289 Einwohnern auf einer Fläche von 34,64 Quadratkilometern. Die Bevölkerungsdichte des kleinsten Kreises liegt geringfügig unter der des gesamten Komitats. Verwaltungssitz ist die Stadt Martonvásár, im Osten des Kreises gelegen.
| Gemeinde          | Status   | Herkunft Kleingebiet | Einwohnerzahl | Einwohnerzahl | Einwohnerzahl | Fläche     | Bevölkerungs- dichte (Ew./km²) |
| Gemeinde          | Status   | Herkunft Kleingebiet | 01.10.2011    | 01.01.2013    | 01.01.2016    | 01.01.2016 | Bevölkerungs- dichte (Ew./km²) |
| ----------------- | -------- | -------------------- | ------------- | ------------- | ------------- | ---------- | ------------------------------ |
| Baracska          | Gemeinde | Ercsi                | 3.797         | 2.694         | 2.679         | 39,68      | 67,5                           |
| Ercsi             | Stadt    | Ercsi                | 8.289         | 8.139         | 7.981         | 65,31      | 122,2                          |
| Gyúró             | Gemeinde | Ercsi                | 1.261         | 1.223         | 1.272         | 24,37      | 52,2                           |
| Kajászó           | Gemeinde | Ercsi                | 1.058         | 1.042         | 1.058         | 23,98      | 44,1                           |
| Martonvásár       | Stadt    | Ercsi                | 5.732         | 5.603         | 5.592         | 31,25      | 178,9                          |
| Ráckeresztúr      | Gemeinde | Ercsi                | 3.360         | 3.310         | 3.248         | 35,30      | 92,0                           |
| Tordas            | Gemeinde | Ercsi                | 2.084         | 2.064         | 2.083         | 16,76      | 124,3                          |
| Vál               | Gemeinde | Bicske               | 2.459         | 2.456         | 2.398         | 40,48      | 59,2                           |
| Kreis Martonvásár |          |                      | 28.040        | 26.531        | 26.311        | 277,13     | 94,9                           |